# Heaven & Hell – A Tribute to The Velvet Underground
Heaven & Hell – A Tribute to The Velvet Underground je série tří tribute alb, vydaných společností Imaginary Records. Obsahuje skladby skupiny The Velvet Underground, přenahrané různými hudebníky. Na albu se objevila například skupina Nirvana.

## Seznam skladeb
| Volume 1 | Volume 1                | Volume 1                        | Volume 1 |
| Pořadí   | Název                   | Interpret                       | Délka    |
| -------- | ----------------------- | ------------------------------- | -------- |
| 1.       | Lady Godiva's Operation | Chapterhouse                    |          |
| 2.       | Candy Says              | The Telescopes                  |          |
| 3.       | Here She Comes Now      | Nirvana                         |          |
| 4.       | She's My Best Friend    | The Wedding Present             |          |
| 5.       | All Tomorrow's Parties  | Buffalo Tom                     |          |
| 6.       | Sunday Morning          | James                           |          |
| 7.       | What Goes On            | Screaming Trees                 |          |
| 8.       | Run Run Run             | The Motorcycle Boy              |          |
| 9.       | I'm Set Free            | Terry Bickers / Bradleigh Smith |          |
| 10.      | European Son            | Ride                            |          |

| Volume 2 | Volume 2                | Volume 2                                 | Volume 2 |
| Pořadí   | Název                   | Interpret                                | Délka    |
| -------- | ----------------------- | ---------------------------------------- | -------- |
| 1.       | Femme Fatale            | Beef                                     |          |
| 2.       | Lady Godiva's Operation | The Fatima Mansions                      |          |
| 3.       | Pale Blue Eyes          | The Mock Turtles                         |          |
| 4.       | White Light/White Heat  | Revenge                                  |          |
| 5.       | All Tomorrow's Parties  | The Reegs                                |          |
| 6.       | Lonesome Cowboy Bill    | Bill Nelson / The Roy Rodgers Rocketeers |          |
| 7.       | Foggy Notion            | Echo & the Bunnymen                      |          |
| 8.       | Some Kinda Love         | Levellers 5                              |          |
| 9.       | Who Loves the Sun       | Shelleyan Orphan                         |          |
| 10.      | Sweet Jane              | Hurrah!                                  |          |

| Volume 3 | Volume 3                   | Volume 3           | Volume 3 |
| Pořadí   | Název                      | Interpret          | Délka    |
| -------- | -------------------------- | ------------------ | -------- |
| 1.       | Jesus                      | Swervedriver       |          |
| 2.       | Ocean                      | Eleventh Dream Day |          |
| 3.       | Beginning to See the Light | Into Paradise      |          |
| 4.       | Stephanie Says             | Lee Ranaldo        |          |
| 5.       | I Heard Her Call My Name   | Half Japanese      |          |
| 6.       | Who Loves the Sun          | The Dylans         |          |
| 7.       | Head Held High             | The Original Sins  |          |
| 8.       | I'm Set Free               | New FADS           |          |
| 9.       | I'm Sticking with You      | Jellyfish Kiss     |          |
| 10.      | Sister Ray                 | Badgeman           |          |